# Vancouver Aquarium
Koordinaten: 49° 18′ 1″ N, 123° 7′ 51″ W
Das Vancouver Aquarium (offiziell Vancouver Aquarium Marine Science Centre, auch Vanaqua genannt) ist ein Aquarium in der kanadischen Stadt Vancouver. Es befindet sich im Stanley Park und ist eines der wichtigsten Ziele für Touristen. Das Aquarium wird von einer Non-Profit-Organisation betrieben, die keine staatliche Unterstützung erhält. Es ist das größte Aquarium und meeresbiologische Forschungszentrum in Kanada. Das 9000 m² große Grundstück ist im Besitz der Stadt und wird von der städtischen Parkbehörde verwaltet.
Zu besichtigen sind unter anderem Delfine, Haie, Weißwale, Stellersche Seelöwen, Seehunde und Seeotter. Insgesamt leben hier rund 300 Fischarten, Tausende von Wirbellosen, 56 Amphibienarten sowie 60 Säugetiere und Vögel.
Die Eröffnung erfolgte am 15. Juni 1956, womit Vanaqua das älteste öffentlich zugängliche Aquarium Kanadas ist. Es ist heute das größte des Landes und gehört zu den fünf größten in Nordamerika.
Im Sommer 2014 gab es eine öffentliche Kontroverse über die Haltung und Aufzucht von Walen und Delfinen. Nachdem zwei Mitglieder des Parkvorstandes Vancouvers die Haltung von Cetacea (Walen) kritisiert hatten, sprach sich auch Gregor Robertson, der Bürgermeister von Vancouver, gegen diese Praxis aus. Er erhielt Unterstützung von der Verhaltensforscherin Jane Goodall, die eine Gefangenschaft von Weißwalen und das Aufzuchtprogramm des Vancouver Aquarium als „wissenschaftlich nicht mehr vertretbar“ bezeichnete.